# Agía Kyriakí (ort i Grekland, Epirus)
Agía Kyriakí är en ort i Grekland.   Den ligger i prefekturen Nomós Prevézis och regionen Epirus, i den västra delen av landet, 300 km nordväst om huvudstaden Aten. Agía Kyriakí ligger 366 meter över havet och antalet invånare är 172.
Terrängen runt Agía Kyriakí är huvudsakligen kuperad, men söderut är den platt. Havet är nära Agía Kyriakí åt sydväst. Närmaste större samhälle är Parga, 4,1 km väster om Agía Kyriakí. 